# Диев, Борис Александрович
Борис Александрович Диев (4 декабря 1924, Казань — 30 мая 2008, Москва) — советский и российский композитор, дирижёр, Народный артист Российской Федерации (1992); профессор, кандидат искусствоведения, член Союза композиторов РФ; участник Великой Отечественной войны, полковник. Член КПСС с 1953 года.

## Биография
Родился в семье военнослужащего. Окончил музыкальную школу, затем Казанское музыкальное училище по классу фортепиано А. Н. Раниец, там же занимался композицией у Н. Г. Жиганова. Участник Великой Отечественной войны.
В 1950 году окончил Институт военных дирижёров по классу дирижирования доцента А. Д. Цейтлина, в 1954 г. — адъюнктуру при Институте военных дирижёров (научный руководитель — профессор М. М. Багриновский, научный консультант — профессор Л. А. Мазель); одновременно занимался композицией у профессора Московской консерватории А. Н. Александрова и прошёл специальный курс преподавания дирижёрской ритмики у профессора Н. Г. Александровой.
В 1956 году защитил диссертацию, присвоена учёная степень кандидат искусствоведения, с 1960 г. — «доцент».
В 1955—1970 гг. преподавал дирижирование в Московской консерватории (на военно-дирижёрском факультете); полковник.
Оркестр Института военных дирижёров под управлением Б. А. Диева удостоен звания лауреата и первой премии на Всемирном фестивале молодёжи и студентов в 1957 году (Москва).
В 1970—1975 гг. — начальник Управления музыкальных учреждений Министерства культуры РСФСР.
С 1975 г. — художественный руководитель и главный дирижёр Государственного духового оркестра РСФСР и одновременно — Сводного духового оркестра профсоюзов г. Москвы. В 1977—1981 гг. — главный дирижёр Московского государственного театра оперетты.
С 1981 по 1984 гг. — заведующий кафедрой духовых и эстрадных оркестров Московского государственного института культуры. Помимо дирижирования, Диев многие годы вел курс дирижёрской ритмики. Многие его выпускники удостоены высоких почетных званий. Среди них — народный артист России, профессор И.Раевский, народный артист России В.Солодахин, заслуженный деятель искусств России, профессор Б.Коростелев, заслуженный артист России, доцент В.Гришин и многие другие.
Умер Б. А. Диев 30 мая 2008 года в Москве. Похоронен на Востряковском кладбище.

Талантливый музыкант, дирижёр, педагог и выдающийся мастер духового оркестра, человек редкого обаяния, он привнес в нашу жизнь удивительно светлую, искрящуюся ноту. Произведения Б. А. Диева были услышаны и не затерялись в бурных событиях перестройки … Прощаясь с замечательным композитором, дирижёром и педагогом, вспоминая его выразительные мелодии, его светлый облик, мы невольно обращаемся к тем памятным событиям, которые запечатлела его музыка и которые навсегда сохранит история музыкального искусства России.— из некролога Правления Союза композиторов Российской Федерации, 5 июня 2008.

### Семья
Жена —Татьяна Викторовна Диева, певица, автор книги «И жизнь, и слезы, и любовь….» издательство «Композитор» 2014.
Сыновья — Андрей, лауреат Всесоюзных конкурсов в Москве (1977 г), в Испании (1978 г.), в Монреале (Канада, 1980 г.), I премия и золотая медаль в Токио (Япония, 1986 г.), заслуженный артист России, профессор кафедры специального фортепиано Московской консерватории. Жена — Королева Татьяна Петровна, пианистка. Дети: сын — Александр и дочь — Варвара.
Сергей, юрист, поэт. Дочь — Ольга.

## Научная деятельность
Автор научно-методических трудов.
Избранные труды
- Музыкальное оформление парадов Советской Армии /Сборник: «Труды института», вып.3. М.: ВДФ. 1956
- Строевая служба военного оркестра / Учебное пособие М.: НВД, 1960
- Основы дирижёрской техники. М.: ВДФ ,1963
-  Дирижёрская ритмика /Учебное пособие. М.: ВДФ,1968
- Школа оркестрового исполнительства на духовых инструментах. М.: ВДФ, 1975
-  Оркестрово-ансамблевая подготовка военного оркестра /Учебное пособие. М.: ВДФ, 1975
- Некоторые особенности методики обучения по дирижированию. М.: ВДФ, 1976
- Совершенствование дирижёрского аппарата /Учебное пособие-хрестоматия по курсу «Дирижерской ритмики». М.:ВДФ, 1999

## Творчество
Своё первое сочинение написал в 1953 году — марш «Родная сторона». В 1960—1970-е годы его музыка становится известной. Оркестровые, программные произведения посвящены военно-патриотической тематике.
Марши Б. А. Диева более 50 лет исполняются на парадах на Красной площади и в других городах России.
В 1991 году Б. А. Диев сделал обработку и инструментовку с автографа мелодии «Национального гимна» М. И. Глинки для духового оркестра. Указом Президента РФ от 11 декабря 1993 № 2127 его оркестровка была утверждена в качестве Государственного гимна РФ, который исполнялся в России и за рубежом с 1991 по 2000 г.

### Симфонии для духового оркестра
1. Симфониетта для духового оркестра, 1982
2. Симфония № 1 «Подвиг павших вдохновляет живых» в 4-х частях, 1986
3. Симфония № 2 «Октябрьская», для оркестра и чтеца на слова В.Маяковского. В 3-х частях с апофеозом.1988
4. Симфония № 3. В 3-х частях.1989
5. Симфония № 4. Одночастная.1993
6. Симфония № 5. Одночастная.1994
7. Симфония № 6. Одночастная. 1995
8. Симфония № 7. Одночастная.2000
9. Симфония № 8. В 3-частях. 2002

### Марши
1. Родная сторона. М.:"Музыка".1954
2. Походный марш. М. О.,1955
3. Однополчане. М.: «Музыка». 1958
4. На страже мира. М. О.,1966; Муз.,1974
5. Солдатская дружба. М. О.,1968 г.; С/К, 1979
6. Содружество. С/К,1981
7. Морской парад. С/К,1983
8. Праздничный парадный марш. М. О.,1983
9. Президентский. Торжественный марш. С/К,1992
10. Строевой марш.1966
11. Марш стройотрядов (флотский марш).1987
12. Парад милиции.1979
13. Весна сорок пятого. С/К, 1988; Норвежское изд.,1997
14. Юбилейный марш. С/К, 1989; 1990
15. Российский марш. С/К, 1992; Норвежское изд., 1997
16. Торжественное шествие.1985
17. Олимпийский марш.2008
18. Марш «Вступление». 1960
19. Марш военных строителей. 1975
20. Московский марш. На тему песни А. Петрова из к/ф «Я шагаю по Москве». 1979
21. Марш призывников. 1985
22. Марш морской пехоты. 1973
23. Праздничный марш. 1968
24. Герои гражданской войны. Муз.,1957
25. Первомай. Муз.,1968
26. Победителям — Слава! (Торжественный марш). Муз. 1985
27. Боевое содружество,1984

### Увертюры для духового оркестра
1. Увертюра «Слава». 1963
2. Русская увертюра.1967
3. Юбилейная увертюра.1969
4. «Цвети, Отчизна».1974
5. Российские просторы.1987
6. Знамя Октября. 1987
7. Увертюра к 60-летию «Победы в Великой Отечественной войне». 2003
8. Край родной.1970

### Поэмы, сюиты, фантазии, рапсодии и другие сочинения для духового оркестра
1. Героико-романтическая поэма «Юности сороковых», 1984
2. Поэма «У разъезда Дубосеково».1986; 1990 (2 ред.)
3. «Патетическая поэма».1984
4. «Бессмертие подвига».1989
5. Элегия. Памяти пилотов эскадрильи «Нормандия-Неман».1990
6. Танцевальная сюита в 4-х частях. Свинг, Баллада, Вальс, Фьюжен. 2003
7. «Подвиг народа». Фантазия на темы песен Великой Отечественной войны.1969
8. Дружба народов. Рапсодия на темы мелодий народов СССР. Муз.,1970
9. Фантазия на темы песен Великой Отечественной войны. С/К,1975
10. Прелюдия и фуга № 1. С/К, 1983
11. Прелюдия и фуга № 2. С/К, 1985
12. Партизанская быль. Сюита в 5 частях. 1986
13. Присяга Родине. Сюита в 4-х частях. 1987
14. Золотая Нива. Сюита. 1984
15. Сюита «Родное село». В 4-х частях. 1985
16. Партизанская сюита. Муз., 1988
17. Мир детям мира. Сюита для детского хора. 1986
18. День Родины. Торжественная музыка. С/К, 1988
19. Аллегро. Адажио. Престо.1990
20. Играют солисты. Труба, Валторна, Баритон. 1984
21. Праздничная музыка. 1989
22. Музыка для цирка. 1989
23. Молодежная сюита. 1987
24. Сюита «Октябрь». 1973
25. Здравствуй праздник! 1972
26. Весеннее утро (пьеса). 1970
27. Мечта (пьеса). 1971
28. Улыбка (пьеса). 1971
29. Торжественная прелюдия. 1983
30. Фантазия на темы песен советских композиторов. 1982
31. Русская сюита. 1985
32. Приветственная ода. 1985
33. Пионерская сюита. 1986
34. Съезд продолжается. 1984

### Произведения для симфонического оркестра
1. Героическая поэма. 1980
2. Поэма «Славица». 1987
3. Поэма «Величальная». 1990
4. Увертюра «Страна созидания». 1979
5. Балетная сюита. В 4-х частях (Полька, Вальс, Танго, Галоп) 2001
6. Частушки. Русские вариации для скрипки. 1992
7. Балет Касагранде «Пиноккио». Инструментовка Б. А. Диева.
8. А. Кара Караев «Неистовый гасконец» — Б. А. Диевым написано два номера.
9. Две увертюры на темы оперетт к 50-летнему юбилею Театра оперетты.
10. Музыка к спектаклю «Виват, Россия!» I.Увертюра для солдатского хора и пушек с духовым оркестром. II. Вокально-хореографическая сюита «Встреча на Эльбе» для хора, солистов и балета.

### Камерно-инструментальная музыка
1. Соната для кларнета и фортепиано. 1982
2. Бурлеска для фагота и фортепиано. 1965
3. Соната для фагота и фортепиано. 1966
4. Соната для тромбона и фортепиано. 1981
5. Две пьесы для тромбона и фортепиано. «Раздолье», «Прибаутки», М. О.,1987
6. Квартет (флейта, гобой, кларнет, фагот). 1990
7. Русский квинтет (флейта, гобой, кларнет, валторна, фагот).1992
8. «Рэгтайм-шутка». Пьеса для фортепиано.2005

### Пьесы для инструментов с духовым оркестром
1. Фантазия для 4-х тромбонов.1990
2. Дивертисмент для 3-х труб. 1991
3. Фантазия для 4-х валторн.1992
4. Скерцо для кларнетов и флейты-пикколо.1993
5. Юмореска для трубы,1996;1968
6. Бурлеска для фагота. 1990
7. Концерт для тромбона. В 3-х частях. 1987
8. Концерт для саксофона-тенора. В 3-х частях. 1988
9. Частушки. Русские вариации для скрипки. 1992
10. Концерт для трубы.2006
11. Экспромт для трубы. 1992
12. Концертино для фортепиано.1993
13. Концерт для тубы. 1996
14. Концерт для баритона. 1996
15. Каприччио для флейты. 2002
16. Интермеццо для альта-саксофона.2002
17. Экспромт для 2 фаготов и 2- гобоев.2003
18. Концертино для валторны.2001
19. Концертное Соло-бас кларнета. 2001
20. Концертное allegro для 4-х саксофонов . 2003
21. Рондо для ксилофона. 2003
22. Концертштюк для тубы. 2004
23. Фантазия на темы оперетты Б.Александрова «Свадьба в Малиновке». 1992

### Произведения вокальной, хоровой, детской и эстрадно-танцевальной музыки
1. Пять песнопений для мужского и смешанного хора a cappella. Пять частей на тексты из православного календаря «Год Души».1999: Призыв Господа, Покаянная молитва, Мира заступница, Божие слово, Христос Воскресе!
2. «Русская женщина» для голоса с оркестром. Слова Е.Евтушенко, 1990.
3. Обработки русских народных песен, детские песни и хоровые произведения, сборники песен.
4. «Эстрадная музыка».
5. Сборник «Танцевальная музыка»:
  - У нас сегодня весело (быстрый фокстрот).
  - Вчера было иначе (фокстрот: фортепиано — дирекцион, саксофон-тенор).
  - Твоя улыбка(фокстрот)
  - Сборник танцев (вальс, полька, быстрый фокстрот, танго, медленный фокстрот)
  - Мы будем вместе (быстрый фокстрот)
  - Ориенталь (дискотека)
  - Веселая встреча (марш фокстрот)
  - Я люблю танцевать(фокстрот)
  - Моя мечта (фокстрот)
  - В день рождения (фокстрот)
  - Лирический фокстрот
  - Первый день каникул (фокстрот)
  - Ну и характер (фокстрот)
  - Татьяна (медленный фокстрот)
  - Хорошая примета (фокстрот)
  - Липси и т. д.

## Награды
- Заслуженный деятель искусств РСФСР (1977)
- медаль им. А. В. Александрова (1980) — за поэму «Юности сороковых» для духового оркестра и «Героическую поэму» для симфонического оркестра
- Народный артист Российской Федерации (1992)
- Орден Почёта (2000)
- Государственная премия Российской Федерации (2004) — за торжественную увертюру «Виват, Россия!».
- Благодарность Президента Российской Федерации (2005) — за заслуги в области музыкального искусства и многолетнюю творческую деятельность[7]

## Публикации
В 2011 году Татьяна Диева переиздала в издательстве «Композитор» учебники Б. А. Диева «Дирижерская ритмика» и «Совершенствование дирижёрского аппарата», Марши Б. А. Диева для духового оркестра (Издательство «Современная музыка», 2015 г.), а также четыре диска Б. А. Диева: На страже мира (военный марш парадного расчета), «КАПЕЛЬМЕЙСТЕР», 2010; Русская музыка для духового оркестра, «Русский диск», 2000; Марши Б. А. Диева, «Русский диск», 2014 и Подвигу народа в Великой Отечественной войне посвящается, «Русский диск», 2015 г.
В издательстве «Композитор» в 2014 году была издана книга Татьяна Диева «И жизнь, и слезы, и любовь» (семейная хроника).